# Melófono
El melófono es un instrumento de viento de la sección de los metales. Se utiliza habitualmente en lugar de la trompa en bandas de marcha o en ensambles de tambor y corneta. En algunos casos el melófono es reemplazado por el bombardino o el eufonio.
Se comienza a utilizar primeramente fuera de la música de concierto y no hay mucha literatura de solos para el melófono más que la usada dentro de los ensambles de tambor y bugle.

## Características
El melófono actual tiene tres válvulas, operadas con la mano derecha. La digitación del melófono es diferente a la de una trompeta. El melófono suelen ser ejecutado en la tonalidad de Fa. La serie armónica es una octava por encima de la trompa en fa, es exactamente como tocar la parte inferior de una trompa en Fa. 
La dirección de la campana, así como la cantidad muy reducida de tubos (en comparación con una trompa) hace que el melófono se vea como una trompeta grande.

## Historia
Hay que distinguir entre:
- melófonos tradicionales con una campana mirando hacia atrás
- melófonos de marcha

El instrumento tradicional está visualmente inspirado en la trompa y tiene una campana mirando hacia atrás. A diferencia de la trompa, tiene los puntos de campana a la izquierda del intérprete en vez de a la derecha. Fue utilizado como una voz de contralto tanto en exteriores como en interiores por las bandas de la comunidad y la escuela en lugar de la trompa. Estos instrumentos todavía se hacen hoy en día, pero en general se carece de calidad, ya que no hay un mercado profesional para ellos. Estos están más estrechamente relacionados con los “alto horns” utilizados comúnmente en bandas de música.
Los melófonos Cornetas fueron fabricados desde aproximadamente la década de 1950 y en el año 2000 la "Drum Corps International" cambió las reglas para permitir los instrumentos de metal en cualquier clave. Debido a los cambios de reglas en los últimos años, las cornetas han sufrido muchos cambios. En los años 1970 las cornetas tenían una válvula de pistón horizontal (1 tono) y una válvula rotativa (medio tono) operada por los pulgares. Cuando desaparecieron las normas que prohibían pistones verticales, la corneta recibió dos válvulas de pistón vertical. En 1989, las reglas aprobaron incluir un tercer pistón vertical para hacer los cuerpos de los Cornos por primera vez totalmente cromáticos.
Los melófonos Cornetas introducidos en G se utilizaron principalmente hasta 2000, cuando se permitieron las reglas en cualquier tonalidad.
Los melófonos modernos de marcha están más directamente relacionados con la Cornos-corneta, como el fliscorno, bombardino y tuba. Su diseño es radicalmente más cónico que el Corno, produciendo un sonido que generalmente se considera más adecuado para la música marcial, un melófono tiende a ser más fácil de tocar fuertemente como es requerido en la música marcial.

## Diferencia con la trompa
El melófono de marcha se utiliza en lugar de la trompa para la marcha, ya que es un instrumento de campana frontal que permite la proyección del sonido en la dirección que el intérprete se enfrenta. Esto es especialmente importante con el tambor y bandas de marcha porque la audiencia está típicamente de pie o sentado a un solo lado de la banda.
- Datos: Q1474853
- Multimedia: Mellophones / Q1474853